# Christine Bard
Christine Bard   (Jeumont, 1965) és una historiadora de l'estat francés, que s'ha especialitzat en història de les dones, del gènere, del feminisme i de l'antifeminisme.

## Biografia
Va nàixer a Jeumont al 1965. Estudià història en la Universitat de Lille III i després en la Universitat de Denis Diderot, i es va especialitzar en història del feminisme a França entre el 1914 i el 1940.
En publicar la tesi, es va convertir en mestra d'història contemporània en la Universitat d'Angers el 1995. S'incorporà a l'Institut Universitari de França entre el 2000 i el 2005, abans de ser-ne nomenada membre sènior el 2020. El 2004, fou professora en la Universitat d'Angers. Forma part del laboratori TEMOS CNRS FRE-2015 (Temps, mons i societats), provinent del Centre de Cerques històriques de l'Oest (CERHIO).
S'ha especialitzat en la història de l'estat francés contemporani (segle XIX i XX), en concret en la història de les dones i del gènere: història dels feminismes, història de l'antifeminisme, història de les sexualitats, història del gènere en política, història del significat dels vestits (història i actualitat dels pantalons i de la faldilla com a marcadors de gènere), i reptes polítics.
Des del 2014, dirigeix tesis sobre un ampli espectre de la història de les dones en el segle xx, com ara: feminisme, jovent, esport, treball, mitjans de comunicació, política, sexualitat, vestit o art.
És la creadora de l'associació Arxius del feminisme, que també presideix. Hi recull i valora arxius d'associacions i militants feministes des del 2000. L'associació impulsà la creació del Centre d'arxius del feminisme de la Biblioteca Universitària de Belle de Brillet a Angers, el 3 d'octubre del 2000.
També és una activista LGBT. Està casada des del 2001 amb Corinne Bouchoux, senadora ecologista del departament del Maine i Loira del 2011 al 2017.

### Competències científiques
Bard coordina les recerques interdisciplinàries sobre gènere en la Universitat d'Angers i als països del Loira. El 2002, feu la conferència Le Genre des territoires. Des del 2005, organitza anualment el cicle Història i memòria de deportacions, amb Yves Denéchère en la Universitat d'Angers.
Entre el 2007 i el 2011, fou copresentadora de l'eix “Gènere, joves, identitats socials” del Centre d'història de l'Escola Sciences Po. L'Institut de Ciències humanes i Socials del CNRS creà l'Institut del Gènere el 2012, i en formà part del primer consell científic de l'institut.
Del 2008 al 2017, dirigí l'estructura federativa de recerca SFR Confluences, que aplega laboratoris de lletres, llengües, ciències humanes, dret, economia i gestió de la Universitat d'Angers. També dirigí el programa de recerques GEDI (Gènere i discriminacions sexistes i homòfobes) entre el 2014 i el 2017, que fou secundat per SFR Confluences i aplegà un centenar de membres. El programa GEDI va permetre la creació d'un màster en Estudis de Gènere, obert el 2017 en la Universitat de Bretanya Loira (ULB).
Bard participà en el projecte internacional SAVIE-LGBTQ (Coneixements sobre la inclusió i exclusió de les persones LGBTQ), recolzat per Line Chamberland (UQAM) a Mont-real.

### Publicacions científiques
Bard va crear el 2004 Musea, un museu virtual de la història de les dones i del gènere, secundat per la Universitat d'Angers, del qual dirigeix el comité científic. Preparà dues exposicions del museu: Dones en masculí i Rostres del sufragisme francés. Dos anys després, el 2006, publicà amb Annie Metz Guide des sources de l'histoire du féminisme (Guia de les fonts de la història del feminisme), sota la direcció de Valérie Neveu. Aquesta guia es troba en internet en la pàgina Arxius del feminisme. El 2006 també va dirigir la col·lecció Arxives du féminisme en Premsa universitària de Rennes. Al novembre del 2022, la col·lecció contenia 28 obres.
Fou membre del comité de redacció de la revista Clio. Femmes, Genre, Histoire, del 1995 al 2005 i de la revista d'història de Sciences Po Histoire@politique, del 2007 al 2014. També dirigí la redacció del Dictionnaire des féministes. France, XVVIIIe i XXIe, amb la col·laboració de Sylvie Chaperon. El publicà, al 2017, Presses Universitaires de France.

## Reconeixements
El 2007, Bard rebé el Barbara Kanner Prize a l'excel·lència acadèmica en treballs bibliogràfics per la seua Guide des sources de l'histoire du féminisme. Al 2015, el ministre d'Educació Nacional la condecorà amb l'Orde de les Palmes Acadèmiques.

## Obra

### Llibres
- Les Filles de Marianne. Histoire des féminismes. 1914-1940, Paris, Fayard, 1995[19]
- Les Femmes dans la société française au XXe siècle, Paris, Armand Colin, 2001, 2e édition revue, 2003, traduït en alemany: Die Frauen in der französischen Gesellschaft des 20. Jahrhunderts, Bonn, Böhlau Verlag, 2008[20]
- Ce que soulève la jupe - Identités, transgressions, résistances, Autrement, 2010, traduït al suec[21]
- Une histoire politique du pantalon,[22] Le Seuil, 2010, edició ampliada amb un epíleg en Points Seuil, 2014.

### Direcció de llibres
- Bard, Christine, Un siècle d'antiféminisme,[23] prefaci de Michelle Perrot, Paris, Fayard, 1999
- Bard, Christine, Le Genre des territoires,[24] Angers, Presses de l'Université d'Angers, 2004
- Bard, Christine, Metz, Annie i Neveu, Valérie, Guide des sources de l'histoire du féminisme, Rennes, PUR, col·lecció «Arxives du féminisme», 2006, Prix Barbara Kanner Prize for scholarly excellence in bibliographical work (États-Unis)
- Bard, Christine, Chaperon, Sylvie, Dictionnaire des féministes: France, XVIIIe – XXIe siècle, Paris: PUF, 2017
- Bard, Christine, Blais, Mélissa i Dupuis-Déri,Francis, Antiféminismes et masculinismes d'hier à aujourd'hui,[25] PUF, 201

### Exposicions
- Visages du suffragisme français, exposició virtual sobre Musea[15] (amb Valérie Neveu), en línia des de l'1 de desembre del 2007
- Femmes au masculin, exposició virtual sobre Musea[15] des del 8 de març del 2005